# Miyamoto Takuya (cầu thủ bóng đá, sinh 1993)
Takuya Miyamoto (宮本 拓弥 Miyamoto Takuya, sinh ngày 21 tháng 5 năm 1993) là một cầu thủ bóng đá người Nhật Bản. Anh thi đấu cho Mito HollyHock.

## Sự nghiệp
Takuya Miyamoto gia nhập câu lạc bộ tại J2 League Mito HollyHock năm 2016.